# لورن سوشا
لورن سوشا (به انگلیسی: Lauren Socha) (زاده ۹ ژوئن ۱۹۹۰) بازیگر انگلیسی است.
او خواهر مایکل سوشا است.